# Stormbringer/Love Don't Mean a Thing
Stormbringer/Love Don't Mean a Thing è un singolo dei Deep Purple pubblicato nel 1974.

## Tracce
Lato A
1. Stormbringer – 4:03 (Ritchie Blackmore, David Coverdale)

Lato B
1. Love Don't Mean a Thing – 4:23 (Ritchie Blackmore, John Hughes, David Coverdale, Jon Lord, Ian Paice)